# Phulera
Phulera (o Phalera) è una suddivisione dell'India, classificata come municipality, di 21.639 abitanti, situata nel distretto di Jaipur, nello stato federato del Rajasthan. In base al numero di abitanti la città rientra nella classe III (da 20.000 a 49.999 persone).

## Geografia fisica
La città è situata a 26° 52' 0 N e 75° 13' 60 E e ha un'altitudine di 386 m s.l.m..

## Società

### Evoluzione demografica
Al censimento del 2001 la popolazione di Phulera assommava a 21.639 persone, delle quali 11.281 maschi e 10.358 femmine. I bambini di età inferiore o uguale ai sei anni assommavano a 2.832, dei quali 1.441 maschi e 1.391 femmine. Infine, coloro che erano in grado di saper almeno leggere e scrivere erano 15.770, dei quali 9.333 maschi e 6.437 femmine.